# Cobi Jones
Cobi N'Gai Jones, född 16 juni 1970 i Detroit, är en amerikansk före detta fotbollsspelare. Han är den spelare som spelat flest matcher för USA:s landslag genom tiderna. Han är även med i National Soccer Hall of Fame.

## Klubbkarriär
Cobi Jones studerade på University of California och spelade då för UCLA Bruins. Efter VM 1994 skrev han på för Coventry City i Premier League, där han spelade en säsong. Efter att ha lämnat Coventry tränade han med FC Köln innan han skrev på för Vasco da Gama. Efter bara några månader i Brasilien så flyttade han hem till USA för spel i Los Angeles Galaxy i den nybildade Major League Soccer.
Cobi Jones bästa säsong i Galaxy var 1998 då han gjorde 19 mål, kom med i "Årets lag" och dessutom vann utmärkelsen US Soccer Athlete of the Year. När Jones beslutade sig för att avsluta sin karriär 2007, så pensionerade LA Galaxy hans nummer 13. Totalt gjorde han 306 ligamatcher och 70 mål för klubben.

## Landslagskarriär
Jones spelade totalt 164 matcher för USA och deltog i VM 1994, VM 1998 samt VM 2002.

### Landslagsmål
| Nr | Date             | Venue                     | Opponent        | Score | Result | Competition            |
| -- | ---------------- | ------------------------- | --------------- | ----- | ------ | ---------------------- |
| 1  | 19 oktober 1992  | Riyadh, Saudiarabien      | Elfenbenskusten | 2–1   | 5–1    | King Fahd Cup 1992     |
| 2  | 23 mars 1993     | San Salvador, El Salvador | El Salvador     | 2–1   | 2–2    | Vänskapsmatch          |
| 3  | 13 oktober 1993  | Washington, D.C.          | Mexiko          | 1–1   | 1–1    | Vänskapsmatch          |
| 4  | 15 januari 1994  | Tempe                     | Norge           | 2–1   | 2-1    | Vänskapsmatch          |
| 5  | 18 februari 1994 | Miami                     | Bolivia         | 1–1   | 1–1    | Vänskapsmatch          |
| 6  | 11 juni 1995     | Foxborough                | Nigeria         | 3–2   | 3-2    | Vänskapsmatch          |
| 7  | 26 maj 1995      | New Britain               | Skottland       | 2–1   | 2–1    | Vänskapsmatch          |
| 8  | 1 december 1996  | San Jose, Costa Rica      | Costa Rica      | 1–2   | 1-2    | Vänskapsmatch          |
| 9  | 29 januari 2000  | Coquimbo, Chile           | Chile           | 2–1   | 2–1    | Vänskapsmatch          |
| 10 | 12 februari 2000 | Miami                     | Haiti           | 3–0   | 3-0    | CONCACAF Gold Cup 2000 |
| 11 | 16 februari 2000 | Miami                     | Peru            | 1–0   | 1-0    | CONCACAF Gold Cup 2000 |
| 12 | 3 juni 2000      | Washington, D.C.          | Sydafrika       | 1–0   | 4-0    | Nike U.S. Cup 2000     |
| 13 | 3 juni 2000      | Washington, D.C.          | Sydafrika       | 2–0   | 4-0    | Nike U.S. Cup 2000     |
| 14 | 15 november 2000 | Waterford, Barbados       | Barbados        | 4–0   | 4–0    | VM-kval 2002           |
| 15 | 8 september 2004 | Panama City, Panama       | Panama          | 1–1   | 1–1    | VM-kval 2006           |

## Meriter

### Klubblag
Los Angeles Galaxy
- Concacaf Champions League: 2000
- MLS Cup: 2002, 2005
- MLS Supperters' Shield: 1998, 2002
- US Open Cup: 2001, 2005

### Landslag
USA
- CONCACAF Gold Cup: 2002